# ときめきメモリアル2 Substories
『ときめきメモリアル2 Substories』（ときめきメモリアルツー サブストーリーズ）は、コナミ（現・コナミデジタルエンタテインメント）が発売したアドベンチャーゲーム3部作の名称である。
前作『ときめきメモリアル』（以下『1』）における『ときめきメモリアルドラマシリーズ』に当たる外伝シリーズとして、『ときめきメモリアル2』（以下『2』）のゲーム設定を元に同様に3部作として制作された。作品名は以下の通りである。
- 第1作『ときめきメモリアル2 Substories Dancing Summer Vacation』（- ダンシング・サマー・ヴァケーション[1]） - 2000年9月28日発売
- 第2作『ときめきメモリアル2 Substories Leaping School Festival』（- リーピング・スクール・フェスティバル[1]） - 2001年3月29日発売
- 第3作『ときめきメモリアル2 Substories Memories Ringing On』（- メモリーズ・リンギング・オン） - 2001年8月30日発売

## 概要
シミュレーションゲームである『2』本編では描ききれない、特定の期間に起きた一連の出来事を語ったアドベンチャーゲーム。
前作『ときめきメモリアルドラマシリーズ』では、『ポリスノーツ』などを手がけたコナミコンピュータエンタテインメントジャパンの小島組が制作を行ったが、制作チームが異なることから来る『ときめきメモリアル』本編とのキャラクター設定やビジュアル面の違和感を訴える声もあった。そこで本作では、『2』本編と同じコナミコンピュータエンタテインメント東京オリジナルスタッフの制作で違和感の発生を抑えたこと、また前作のように特定のヒロインを単独フィーチャーするのではなく、3作品で隠れキャラクター以外のヒロイン全員がメインを張れることなどを売り文句にし、それぞれのキャラクターごとのマルチシナリオを展開した。さらに、『1』とは舞台となる町が隣同士であるという設定を『2』本編よりも強く打ち出しており、各作品ごとに『1』のヒロインがゲストとして登場した。
劇中には『2』本編と同様に主人公がヒロインへの対応の選択を迫られる場面がいくつか存在し、その選択肢によって後の展開が大きく変わることもある。また、ストーリーの随所にミニゲームが用意されているが、ゲーム成績の物語への影響はわずかであり、大きなシナリオ分岐にまではつながらない。
各作品では本編のヒロインのうち3人ずつがそれぞれメインヒロインという役割を担っており、どのヒロインのストーリーを進めるかによってエンディングテーマも異なる。また、途中の選択肢でヒロインと距離を置くことによりメイン3人以外のヒロインとのストーリーを展開することもできる。ただし、メイン以外のキャラクターのエンディングテーマは用意されていないため、該当する場合はすべて陽ノ下光のエンディングテーマに差し替えられる。
このように本作は前作『ドラマシリーズ』とは異なるコンセプトで製作されているため、前作同様の感動的な要素を期待していた古参ユーザーからは「肩透かしを食らった」という意見もあった。また、作品のできばえに対する批判の声は、他のコナミ系開発会社の中でも上がっている。

## Dancing Summer Vacation
シリーズ第1作。略称はDSV。
ストーリー
舞台は高校1年の夏休み。主人公（プレイヤー）と一緒にゲームセンターに遊びに行った寿美幸は、そこでたまたまプレイした『ダンスダンスレボリューション』でとてつもないハイスコアをマークしてしまう。それを見た業界関係者から、同ゲームの全国大会予選への出場を要請されるが、美幸の本来の実力ではこのようなハイスコアは出せない。そこで主人公と美幸は特訓をはじめることになるが、美幸は練習中にケガを負ってしまい大会出場を断念しようとする。しかし主人公は美幸のサポーターを探しに駆け回ることになり、やがて同級生の八重花桜梨や白雪美帆も巻き込まれていく。
ミニゲーム
同じコナミの音楽シミュレーションゲーム『ダンスダンスレボリューション』(Dance Dance Revolution, DDR) がミニゲームとして採用されている。これは『ときめきメモリアル2』の総合プロデューサーである斎藤幹雄（メタルユーキ）が、当時『DDR』の家庭用ゲーム機向け移植を並行して手がけていたことから実現された。今作では『Dance Dance Revolution Tokimeki MIX』として、過去の『ときめきメモリアル』に関連する楽曲をリミックスした7曲を収録している。詳細については『ダンスダンスレボリューション』の項を参照のこと。
ゲストヒロイン
DDRの達人という設定で朝日奈夕子が登場。主人公とヒロインのライバルとして活躍する。また、終盤では紐緒結奈が伊集院メイとともに巨大ロボットに乗って乱入してくる。

### DSVテーマソング
- ADVENTURE（オープニングテーマ）
  - 作詞：くまのきよみ / 作曲・編曲：岩崎元是 / 歌：野田順子
- ふぇあ・あ〜・うぃ・ご〜いん？（寿美幸エンディングテーマ）
  - 作詞：竹広将史 / 作曲：メタルユーキ / 編曲：Nories M・鶴由雄 / 歌：高野直子
- 星空の夜に（八重花桜梨エンディングテーマ）
  - 作詞：さゆ鈴 / 作曲：メタルユーキ / 編曲：Nories M・鶴由雄 / 歌：村井かずさ
- わかってよ（白雪真帆エンディングテーマ）
  - 作詞：さゆ鈴 / 作曲：メタルユーキ / 編曲：鶴由雄 / 歌：橘ひかり
- SMILE AGAIN（陽ノ下光エンディングテーマ）
  - 作詞：芝田なな / 作曲・編曲：多田光裕 / 歌：野田順子

## Leaping School Festival
シリーズ第2作。略称はLSF。
ストーリー
舞台は高校2年の秋。文化祭直前のある日、街中のゲームセンターでゲームの腕前について口論を始めてしまった赤井ほむらと伊集院メイ。2人はたまたま居合わせた主人公（プレイヤー）に対し、どちらを支持するのか迫ってくる。そこに現れた2人の共通の友人・一文字茜が巻き込まれる。主人公は3人の私生活や文化祭に対する想いに触れることで彼女たちのことを知っていく。
システム
選択を迫られた際に、カーソルを上下に動かして「迷う」ことで隠された選択肢に移行できる場合がある。これはもともと『2』本編で構想されていたが没になった要素を本作で実現させたものである。あくまでお遊びであり、「迷い選択肢」でないといけない重大な分岐などはない。
ミニゲーム
各ヒロインに対応した3種類のゲームを収録。メイルートではシューティングゲーム「ゴッドリラーゲーム」、茜ルートでは食堂で料理を運ぶ「配膳ゲーム」、ほむらルートでは昔懐かしい「メンコゲーム」が遊べる。
キャラクター
ゲストヒロイン
きらめき高校に足を運ぶと虹野沙希に、伊集院邸を訪れると伊集院レイに逢う機会がある。また、『2』の関連ネットサービスとして運営されていた「ひびきのネット」のオリジナルキャラクターとして創作された、風紀委員長の橘吹雪と同副委員長の藤沢夏海が登場する。この2名の詳細についてはときめきメモリアル2の登場人物の項を参照のこと。
赤井 燐吾（あかい りんご）
声：北村弘一
ほむらの祖父。赤井果樹園を一人で経営しながらほむらと二人で暮らしている。自身もひびきの高校（の前身）の卒業生で、在学時は「学校一の秀才」と言われていた。爆裂山とは幼馴染で、無二の親友。また高校時代は、妻のひとみをめぐってのライバル関係でもあった。
赤井 ひとみ（あかい ひとみ）
声：くまいもとこ
写真と回想でのみ登場する、ほむらの祖母。結婚する前の旧姓は不明。燐吾の妻で数年前に他界している。燐吾や爆裂山と同じく彼女もひびきの高校の卒業生で、在学時は「高嶺の花」と呼ばれ、ミスひびきのにも選ばれたほどの美貌の持ち主。回想シーンで見られる高校生の頃の彼女の容姿は、ほむらと瓜二つ。
茜の父
声：飯塚昭三
本名不明。武芸の達人で、一文字兄妹の腕っ節の強さはこの父譲り。長い間家を空けているが、茜のことは気にかけているらしい。サングラスとマスクを着用する。爆裂山とは昔からの知り合い。
大澤
声：野島昭生
大衆食堂の主人。本名不明。近所で評判になるくらい腕は良いが、茜がバイトに入っているとき以外は一人で回しているので、ほとんど働き詰めである。茜の両親とは知り合い。
東条 トメ（とうじょう トメ）
声：北浜晴子
伊集院家の家政婦頭。厳格でしつけに厳しく、メイですら逆らうことができない。伊集院家の人間を最優先に考える対応は客人に対しても例外ではなく、彼女の判断次第ではメイと友達付き合いさえさせてもらえない。
橘 吹雪（たちばな ふぶき）
声：不明
ひびきの高校の風紀委員長。元々は2の関連ウェブサービスである『ひびきのネット』で生まれたキャラクターだった。『ときめきメモリアル3』に登場する橘恵美との血縁関係はない。
藤沢 夏海（ふじさわ なつみ）
声：不明
橘吹雪同様『ひびきのネット』出身で風紀委員。「っス」といった体育会系的口調が特徴。吹雪と夏海の二人は、『2』ゲーム本編の女風呂覗きイベントのグラフィックに登場するキャラクターを発展させてデザインされたものである。

### LSFテーマソング
- インビジウォー（オープニングテーマ）
  - 作詞：IGA / 作曲：メタルユーキ / 編曲：広瀬充寿 / 歌：くまいもとこ・田村ゆかり・野村真弓
- 赤い鼓動（一文字茜エンディングテーマ）
  - 作詞：竹広将史 / 作曲：メタルユーキ / 編曲：Nories M・鶴由雄 / 歌：野村真弓
- ゆけ！赤井ほむら！（赤井ほむらエンディングテーマ）
  - 作詞：竹広将史 / 作曲：メタルユーキ / 編曲：Nories M・鶴由雄 / 歌：くまいもとこ
- Super Special Day（伊集院メイエンディングテーマ）
  - 作詞・作曲：渡邉美佳 / 編曲：鶴由雄 / 歌：田村ゆかり
- Goalstart（陽ノ下光エンディングテーマ）
  - 作詞：芝田なな / 作曲・編曲：多田光裕 / 歌：野田順子

## Memories Ringing On
シリーズ第3作。略称はMRO。
ストーリー
ひびきの高校を卒業してちょうど1年後、喫茶店でデートの待ち合わせをしている主人公が、1年前の思い出にふけっている。主に思い出させるのは高校3年のバレンタインデー直前。幼馴染である陽ノ下光とその友人の水無月琴子、担任教師でかつての「近所の憧れのお姉さん」である麻生華澄の主人公を巡る人間関係と、その中でのそれぞれの葛藤が描かれる。
システム
『DSV』と『LSF』のクリアデータを読み込むことで、一部のイベントの内容が変化し、回想として過去作のCGが表示されるようになる。
ミニゲーム
ボウリングとビリヤードの2種類のゲームを収録。対戦相手それぞれに腕前が設定されているため、どのルートで遊ぶかで難度が変わる。
キャラクター
ゲストヒロイン
藤崎詩織と館林見晴が、隠れ攻略ヒロインとして登場。EVSに対応しており、主人公の名前を音声で呼んでくれる。
加賀谷 俊一（かがや しゅんいち）
声：中井和哉
華澄とひびきの高校時代の同級生であり、華澄とは高校時代に組んでいたバンドの仲間でもある。現在は実家の酒屋の家業を継いでいる。物語後半では華澄に接近する役回りになる。
神戸 留美（かんべ るみ）
声：高木礼子
匠の幼馴染。『1』と『4』の舞台であるきらめき高校の生徒で、陸上部に所属している。光とは陸上でライバル関係にある。高校3年の最後の大会で足に致命的な怪我を負っており、陸上を続けられる体ではなくなっているが、劇中で光に高校生活最後のレースを申し込む。
『4』では、体育祭の100ｍ走の記録レコードで名前のみ登場する。

### MROテーマソング
- 想い…。（オープニングテーマ）
  - 作詞：IGA / 作曲：メタルユーキ / 編曲：米光亮 / 歌：野田順子
- Twilight Express（佐倉楓子エンディングテーマ）
  - 作詞：椎名可憐 / 作曲：宮島律子 / 編曲：鶴由雄 / 歌：前田千亜紀
- 好きと云えなくて（水無月琴子エンディングテーマ）
  - 作詞：竹広将史 / 作曲：メタルユーキ / 編曲：Nories M・鶴由雄 / 歌：小菅真美
- 普段着（麻生華澄エンディングテーマ）
  - 作詞・作曲：熊井祐子 / 編曲：鶴由雄 / 歌：鳥井美沙
- 君が描く未来で（陽ノ下光エンディングテーマ）
  - 作詞：白峰美津子 / 作曲：宮島律子 / 編曲：鶴由雄 / 歌：野田順子